# Master of Monsters
Master of Monsters (マスターオブモンスターズ) est un jeu vidéo de stratégie au tour par tour développé et édité par SystemSoft en 1988 sur NEC PC-88. Le jeu a été adapté sur divers plates-formes, notamment sur MSX, Mega Drive et PC Engine.